# Kim Yong-Sik (fotboll)
Kim Yong-Sik, född 25 juli 1910 i Japan, död 8 mars 1985, var en japansk fotbollsspelare.